# Správná věc
Správná věc (v britském originále Getting It Right) je britsko-americká filmová komedie z roku 1989. Režisérem filmu je Randal Kleiser. Hlavní role ve filmu ztvárnili Jesse Birdsall, Jane Horrocks, Helena Bonham Carter, Pat Heywood a Bryan Pringle.

## Obsazení
| Jesse Birdsall       | Gavin Lamb     |
| Jane Horrocks        | Jenny          |
| Helena Bonham Carter | Minerva Munday |
| Pat Heywood          | paní Lamb      |
| Bryan Pringle        | pan Lamb       |
| Lynn Redgrave        | Joan           |
| Richard Huw          | Harry          |
| John Gielgud         | Gordon Munday  |